# Список загиблих у боях за Мощун
У статті наведено поіменний перелік втрат українських сил у боях за Мощун з 27 лютого по 25 березня 2022 року.
У квітні 2023 року на церемонії вшанування пам'яті захисників було названо імена 84 українських військовослужбовців.
У квітні 2024 року на церемонії вшанування пам'яті захисників було названо імена 118 українських військовослужбовців

## Поіменний перелік
| | Прізвище, ім'я, по батькові                    | Дата народження                                | Дата смерті                                    | Вік                                            | Військове звання                               | Позивний                                       | Військовий підрозділ                           | Силова структура                               | Державна нагорода України                      |
| Сили спеціальних операцій Збройних сил України | Сили спеціальних операцій Збройних сил України | Сили спеціальних операцій Збройних сил України | Сили спеціальних операцій Збройних сил України | Сили спеціальних операцій Збройних сил України | Сили спеціальних операцій Збройних сил України | Сили спеціальних операцій Збройних сил України | Сили спеціальних операцій Збройних сил України | Сили спеціальних операцій Збройних сил України | Сили спеціальних операцій Збройних сил України |
| --- | ---------------------------------------------- | ---------------------------------------------- | ---------------------------------------------- | ---------------------------------------------- | ---------------------------------------------- | ---------------------------------------------- | ---------------------------------------------- | ---------------------------------------------- | ---------------------------------------------- |
| 1 | Скобля Олексій Миколайович                     | 14 березня 1990                                | 13 березня 2022                                | 31 рік                                         | Старший сержант (бойовий парамедик)            | «Тур» «Бізон»                                  | ССО                                            | ЗСУ                                            | (12.04.2022) (04.04.2022)                      |
| 72-га окрема механізована бригада імені Чорних Запорожців (ЗСУ) |                                                |                                                |                                                |                                                |                                                |                                                |                                                |                                                |                                                |
| 1 | Антонюк Антон Андрійович                       | 22 вересня 1999                                | 27 лютого 2022                                 | 22 роки                                        | Старший лейтенант                              | «Директор»                                     | 72 ОМБр                                        | ЗСУ                                            | (13.03.2022)                                   |
| 2 | Архипенко Володимир Дмитрович                  | 31 травня 1968                                 | 13 березня 2022                                | 53 роки                                        | Старший солдат                                 | «Дядя Вова»                                    | 72 ОМБр                                        | ЗСУ                                            |                                                |
| 3 | Барилюк Юрій Авксентійович                     | 3 квітня 1962                                  | 7 березня 2022                                 | 59 років                                       | Штаб-сержант                                   | «Барс»                                         | 72 ОМБр                                        | ЗСУ                                            | (14.03.2022)                                   |
| 4 | Безсмертний Олександр Миколайович              | 30 січня 1977                                  | 15 березня 2022                                | 45 років                                       | Старший солдат                                 | «Ангел»                                        | 72 ОМБр                                        | ЗСУ                                            | (23.04.2022)                                   |
| 5 | Білоусов Микола Юрійович                       | 14 січня 1987                                  | 12 березня 2022                                | 35 років                                       | Солдат                                         | «Білий»                                        | 72 ОМБр                                        | ЗСУ                                            | (24.03.2022)                                   |
| 6 | Близнюк Богдан Степанович                      | 29 травня 1996                                 | 8 березня 2022                                 | 25 років                                       | Солдат                                         | «Стьопа»                                       | 72 ОМБр                                        | ЗСУ                                            | (05.04.2022)                                   |
| 7 | Бражник Микита Євгенович                       | 27 серпня 1998                                 | 6 березня 2022                                 | 23 роки                                        | Солдат                                         | «Малий»                                        | 72 ОМБр                                        | ЗСУ                                            | (13.04.2022)                                   |
| 8 | Бурса Євген Олексійович                        | 22 серпня 1989                                 | 11 березня 2022                                | 32 роки                                        | Старший солдат                                 | «Малюк»                                        | 72 ОМБр                                        | ЗСУ                                            | (13.04.2022)                                   |
| 9 | Гаврилюк Віталій Петрович                      | 27 серпня 1981                                 | 14 березня 2022                                | 40 років                                       | Молодший сержант                               |                                                | 72 ОМБр                                        | ЗСУ                                            |                                                |
| 10 | Гайдабрус Сергій Миколайович                   |                                                | 16 березня 2022                                |                                                | Молодший сержант                               |                                                | 72 ОМБр                                        | ЗСУ                                            | (28.03.2022)                                   |
| 11 | Галба Павло Володимирович                      | 9 липня 1981                                   | 14 березня 2022                                | 40 років                                       | Солдат                                         | «Повар»                                        | 72 ОМБр                                        | ЗСУ                                            | (26.04.2022)                                   |
| 12 | Головко Олександр Іванович                     | 2 квітня 1980                                  | 13 березня 2022                                | 41 рік                                         | Молодший сержант                               | «Фенікс»                                       | 72 ОМБр                                        | ЗСУ                                            | (21.04.2022)                                   |
| 13 | Голяк Сергій Олександрович                     | 19 травня 2000                                 | 13 березня 2022                                | 21 рік                                         | Солдат                                         | «Кан»                                          | 72 ОМБр                                        | ЗСУ                                            | (28.03.2022)                                   |
| 14 | Деркач Юрій Сергійович                         |                                                | березня 2022                                   |                                                | Солдат                                         |                                                | 72 ОМБр                                        | ЗСУ                                            | (25.03.2022)                                   |
| 15 | Драюк Петро Васильович                         | 3 вересня 1991                                 | 14 березня 2022                                | 30 років                                       | Солдат                                         |                                                | 72 ОМБр                                        | ЗСУ                                            | (13.04.2022)                                   |
| 16 | Дульнєв Роман Олександрович                    | 20 червня 1984                                 | 8 березня 2022                                 | 37 років                                       | Старший солдат                                 | «Кузя»                                         | 72 ОМБр                                        | ЗСУ                                            | (16.03.2022)                                   |
| 17 | Євдокімова Ангеліна Володимирівна              | 7 червня 2001                                  | 28 лютого 2022                                 | 20 років                                       | Молодший сержант (бойовий парамедик)           | «Геля»                                         | 72 ОМБр                                        | ЗСУ                                            | (14.03.2022)                                   |
| 18 | Ємець Олександр Петрович                       | 7 серпня 1993                                  | 9 березня 2022                                 | 28 років                                       | Старший солдат                                 | «Змій»                                         | 72 ОМБр                                        | ЗСУ                                            | (16.03.2022)                                   |
| 19 | Єрмоленко Андрій Олексійович                   | 10 квітня 1985                                 | 5 березня 2022                                 | 36 років                                       | Старший солдат                                 | «Майдан»                                       | 72 ОМБр                                        | ЗСУ                                            | (05.04.2022)                                   |
| 20 | Єфремов Сергій Анатолійович                    | 8 червня 1987                                  | 14 березня 2022                                | 34 роки                                        | Старший солдат                                 | «Дніпро»                                       | 72 ОМБр                                        | ЗСУ                                            | (28.03.2022)                                   |
| 21 | Зінов'єв Андрій Васильович                     | 11 травня 1999                                 | 13 березня 2022                                | 22 роки                                        | Лейтенант                                      | «Момент»                                       | 72 ОМБр                                        | ЗСУ                                            | (05.04.2022)                                   |
| 22 | Кащенко Михайло Миколайович                    | 22 вересня 1970                                | 13 березня 2022                                | 51 рік                                         | Солдат                                         | «Море»                                         | 72 ОМБр                                        | ЗСУ                                            | (08.06.2022)                                   |
| 23 | Кваша Ніна Петрівна                            | 30 грудня 1998                                 | 14 березня 2022                                | 23 роки                                        | Старший солдат (бойовий парамедик)             | «Амазонка»                                     | 72 ОМБр                                        | ЗСУ                                            | (05.04.2022)                                   |
| 24 | Климчук Сергій Ігорович                        | 29 серпня 1970                                 | 12 березня 2022                                | 51 рік                                         | Сержант                                        | «Клим»                                         | 72 ОМБр                                        | ЗСУ                                            |                                                |
| 25 | Комарніцький Богдан Васильович                 | 5 вересня 1994                                 | 14 березня 2022                                | 27 років                                       | Старший солдат                                 | «Бодік»                                        | 72 ОМБр                                        | ЗСУ                                            | (13.04.2022)                                   |
| 26 | Копитов Владислав В'ячеславович                | 22 липня 1998                                  | 12 березня 2022                                | 23 роки                                        | Старший солдат                                 | «Барс»                                         | 72 ОМБр                                        | ЗСУ                                            | (11.05.2022)                                   |
| 27 | Кравченко Максим Вікторович                    | 16 серпня 1996                                 | 14 березня 2022                                | 25 років                                       | Солдат                                         | «Крава»                                        | 72 ОМБр                                        | ЗСУ                                            | (18.04.2022)                                   |
| 28 | Куліков Денис Дмитрович                        | 7 жовтня 2001                                  | 15 березня 2022                                | 20 років                                       | Старший солдат                                 | «Фізик»                                        | 72 ОМБр                                        | ЗСУ                                            | (05.04.2022)                                   |
| 29 | Лахтадир Максим Васильович                     | 27 червня 1973                                 | 7 березня 2022                                 | 48 років                                       | Солдат                                         |                                                | 72 ОМБр                                        | ЗСУ                                            | (16.03.2022)                                   |
| 30 | Левчук Остап Михайлович                        | 30 серпня 1969                                 | 16 березня 2022                                | 52 роки                                        | Старший лейтенант медичної служби              |                                                | 72 ОМБр                                        | ЗСУ                                            | (30.03.2022)                                   |
| 31 | Лініченко Анатолій Васильович                  | 12 березня 1976                                | 8 березня 2022                                 | 45 років                                       | Солдат                                         | «Братан»                                       | 72 ОМБр                                        | ЗСУ                                            | (16.03.2022)                                   |
| 32 | Логвиненко Володимир Олексійович               | 20 квітня 1970                                 | 13 березня 2022                                | 51 рік                                         | Старший солдат                                 |                                                | 72 ОМБр                                        | ЗСУ                                            | (05.04.2022)                                   |
| 33 | Лоік Андрій Веніамінович                       | 30 червня 1962                                 | 9 березня 2022                                 | 59 років                                       | Солдат                                         |                                                | 72 ОМБр                                        | ЗСУ                                            | (11.05.2022)                                   |
| 34 | Лолашвілі Бадрі Годердзійович                  | 3 січня 1980                                   | 13 березня 2022                                | 42 роки                                        | Старший лейтенант                              | «Піночет»                                      | 72 ОМБр                                        | ЗСУ                                            | (11.05.2022)                                   |
| 35 | Лянга Олександр Володимирович                  | 24 грудня 1979                                 | 11 березня 2022                                | 42 роки                                        | Солдат                                         | «Шкет»                                         | 72 ОМБр                                        | ЗСУ                                            | (23.04.2022)                                   |
| 36 | Макаренко Андрій Вікторович                    | 27 березня 1980                                | 2 березня 2022                                 | 41 рік                                         | Старший солдат                                 |                                                | 72 ОМБр                                        |                                                |                                                |
| 37 | Марченко Євген                                 |                                                | 5 березня 2022                                 |                                                | Старший лейтенант                              |                                                | 72 ОМБр                                        |                                                |                                                |
| 38 | Марченко Олександр Олександрович               | 14 січня 1965                                  | 7 березня 2022                                 | 57 років                                       | Головний сержант                               | «Каменяр»                                      | 72 ОМБр                                        | ЗСУ                                            | (18.04.2022)                                   |
| 39 | Міненко Дмитро Володимирович                   | 21 березня 1999                                | 14 березня 2022                                | 22 роки                                        | Солдат                                         | «Бункер»                                       | 72 ОМБр                                        | ЗСУ                                            | (21.04.2022)                                   |
| 40 | Нагорнюк Євген Васильович                      | 19 жовтня 1983                                 | 14 березня 2022                                | 38 років                                       | Солдат                                         | «Шульц»                                        | 72 ОМБр                                        | ЗСУ                                            | (23.04.2022)                                   |
| 41 | Новіков Володимир Іванович                     | 9 квітня 1988                                  | 14 березня 2022                                | 33 роки                                        | Солдат                                         |                                                | 72 ОМБр                                        | ЗСУ                                            | (24.04.2022)                                   |
| 42 | Норов Андрій Олексійович                       | 6 червня 1977                                  | 13 березня 2022                                | 44 роки                                        | Капітан                                        | «Космос»                                       | 72 ОМБр                                        | ЗСУ                                            | (19.03.2022)                                   |
| 43 | Носатюк Олег Олегович                          | 5 квітня 1986                                  | 13 березня 2022                                | 35 років                                       | Старший сержант                                | «Кум»                                          | 72 ОМБр                                        | ЗСУ                                            | (31.03.2022)                                   |
| 44 | Обратенко Олексій Олександрович                | 4 квітня 1995                                  | 14 березня 2022                                | 26 років                                       | Солдат                                         | «Чача»                                         | 72 ОМБр                                        | ЗСУ                                            | (28.03.2022)                                   |
| 45 | Онопченко В'ячеслав Адольфович                 | 21 жовтня 1968                                 | 14 березня 2022                                | 53 роки                                        | Сержант                                        | «Адольф»                                       | 72 ОМБр                                        | ЗСУ                                            | (05.04.2022)                                   |
| 46 | Орищенко Юрій Васильович                       | 15 лютого 1968                                 | 14 березня 2022                                | 54 роки                                        | Капітан                                        | «Самокат»                                      | 72 ОМБр                                        | ЗСУ                                            | (05.04.2022)                                   |
| 47 | Осінський Віталій Валентинович                 | 12 лютого 1979                                 | 13 березня 2022                                | 43 роки                                        | Старший солдат                                 | «Оса»                                          | 72 ОМБр                                        | ЗСУ                                            | (21.04.2022)                                   |
| 48 | Пасько Ігор Миколайович                        | 4 червня 1969                                  | 9 березня 2022                                 | 52 роки                                        | Сержант                                        | «Гром»                                         | 72 ОМБр                                        | ЗСУ                                            | (16.03.2022)                                   |
| 49 | Пилипченко Павло Юрійович                      | 31 березня 1979                                | 13 березня 2022                                | 42 роки                                        | Старший солдат                                 |                                                | 72 ОМБр                                        | ЗСУ                                            | (28.03.2022)                                   |
| 50 | Плахотній Валерій Володимирович                | 4 жовтня 1970                                  | 25 березня 2022                                | 51 рік                                         | Старший сержант                                |                                                | 72 ОМБр                                        | ЗСУ                                            | (05.04.2022)                                   |
| 51 | Полонський Юрій Анатолійович                   | 6 травня 1969                                  | 10 березня 2022                                | 52 роки                                        | Солдат                                         |                                                | 72 ОМБр                                        | ЗСУ                                            | (19.03.2022)                                   |
| 52 | Попов Олександр Миколайович                    |                                                | березня 2022                                   |                                                | Сержант                                        |                                                | 72 ОМБр                                        | ЗСУ                                            | (30.03.2022)                                   |
| 53 | Прокопчук Анатолій Павлович                    | 6 березня 1987                                 | 12 березня 2022                                | 35 років                                       | Старший солдат                                 | «Прохор»                                       | 72 ОМБр                                        | ЗСУ                                            | (24.03.2022)                                   |
| 54 | Пугач Валентин Станіславович                   | 1 жовтня 1992                                  | 13 березня 2022                                | 29 років                                       | Старший солдат                                 | «Пугач»                                        | 72 ОМБр                                        | ЗСУ                                            | (14.04.2022)                                   |
| 55 | Радченко Анатолій Вікторович                   | 7 жовтня 1974                                  | 14 березня 2022                                | 47 років                                       | Старший солдат                                 | «Рак»                                          | 72 ОМБр                                        | ЗСУ                                            | (14.04.2022)                                   |
| 56 | Радько Андрій Олександрович                    | 17 лютого 1983                                 | 13 березня 2022                                | 39 років                                       | Лейтенант                                      | «Шкода»                                        | 72 ОМБр                                        | ЗСУ                                            | (24.03.2022)                                   |
| 57 | Руденко Станіслав Валерійович                  | 9 червня 1973                                  | 11 березня 2022                                | 48 років                                       | Солдат                                         | «Хижак»                                        | 72 ОМБр                                        | ЗСУ                                            | (07.05.2022)                                   |
| 58 | Сівоздрав Микола Анатолійович                  | 18 травня 1976                                 | 12 березня 2022                                | 45 років                                       | Молодший сержант                               | «Будівельник»                                  | 72 ОМБр                                        | ЗСУ                                            | (07.11.2022)                                   |
| 59 | Скібіцький Сергій Іванович                     | 2 квітня 1988                                  | 14 березня 2022                                | 33 роки                                        | Солдат                                         | «Сич»                                          | 72 ОМБр                                        | ЗСУ                                            |                                                |
| 60 | Скрипка Валерій Петрович                       | 17 листопада 1977                              | 19 березня 2022                                | 44 роки                                        | Солдат                                         | «Лєший»                                        | 72 ОМБр                                        | ЗСУ                                            | (07.04.2022)                                   |
| 61 | Стебельський Сергій Миронович                  | 28 лютого 1970                                 | 13 березня 2022                                | 52 роки                                        | Старший солдат                                 |                                                | 72 ОМБр                                        | ЗСУ                                            | (24.03.2022)                                   |
| 62 | Степаненко Микола Петрович                     | 31 січня 1972                                  | 18 березня 2022                                | 50 років                                       | Штаб-сержант                                   |                                                | 72 ОМБр                                        | ЗСУ                                            | (05.04.2022)                                   |
| 63 | Ушко Артур Анатолійович                        | 25 липня 1988                                  | 12 березня 2022                                | 33 роки                                        | Солдат                                         |                                                | 72 ОМБр                                        | ЗСУ                                            | (09.04.2022)                                   |
| 64 | Харченко Ігор Іванович                         | 15 жовтня 1967                                 | 14 березня 2022                                | 54 роки                                        | Старший лейтенант                              | «П'ятий»                                       | 72 ОМБр                                        | ЗСУ                                            | (26.03.2022)                                   |
| 65 | Харченко Роман В'ячеславович                   | 14 жовтня 1999                                 | 14 березня 2022                                | 22 роки                                        | Солдат                                         |                                                | 72 ОМБр                                        | ЗСУ                                            | (07.04.2022)                                   |
| 66 | Хижинський Павло Григорович                    | 17 червня 1977                                 | 14 березня 2022                                | 44 роки                                        | Солдат                                         | «Добриня»                                      | 72 ОМБр                                        | ЗСУ                                            | (23.05.2022)                                   |
| 67 | Хромець Василь Юрійович                        | 13 жовтня 1992                                 | 13 березня 2022                                | 29 років                                       |                                                | «Хром»                                         | 72 ОМБр                                        | ЗСУ                                            |                                                |
| 68 | Чепурко Тарас Петрович                         | 27 жовтня 1975                                 | 13 березня 2022                                | 46 років                                       | Старший сержант                                | «Тарік»                                        | 72 ОМБр                                        | ЗСУ                                            | (03.05.2022)                                   |
| 69 | Шаблєвський Володимир Вікторович               | 26 лютого 1996                                 | 13 березня 2022                                | 26 років                                       | Старший солдат                                 | «Кузя»                                         | 72 ОМБр                                        | ЗСУ                                            | (05.04.2022)                                   |
| 70 | Шевченко Олександр Петрович                    | 23 вересня 1975                                | 12 березня 2022                                | 46 років                                       | Солдат                                         | «Шева»                                         | 72 ОМБр                                        | ЗСУ                                            | (19.03.2022)                                   |
| 71 | Шелифіст Олександр Анатолійович                | 26 вересня 1981                                | 20 березня 2022                                | 40 років                                       | Старший солдат                                 |                                                | 72 ОМБр                                        | ЗСУ                                            | (07.04.2022)                                   |
| 72 | Шульгін Володимир Миколайович                  | 29 квітня 1971                                 | 10 березня 2022                                | 50 років                                       | Молодший сержант                               | «Привид»                                       | 72 ОМБр                                        | ЗСУ                                            | (07.04.2022)                                   |
| 73 | Янок Юрій Петрович                             | 24 квітня 1986                                 | 14 березня 2022                                | 35 років                                       | Молодший сержант                               | «Космос»                                       | 72 ОМБр                                        | ЗСУ                                            | (18.04.2022)                                   |
| 74 | Яценко Олександр Васильович                    | 7 січня 1968                                   | 14 березня 2022                                | 54 роки                                        | Головний сержант                               |                                                | 72 ОМБр                                        | ЗСУ                                            | (05.04.2022)                                   |
| 207-й окремий батальйон територіальної оборони 112-ї окремої бригади територіальної оборони (ЗСУ)                                                                                            |                                                |                                                |                                                |                                                |                                                |                                                |                                                |                                                |                                                |
| 1 | Божко Ігор Анатолійович                        | 13 червня 1984                                 | 17 березня 2022                                | 37 років                                       | Старший солдат                                 |                                                | 112 ОБрТрО                                     | ЗСУ                                            |                                                |
| 2 | Гончаренко Сергій Станіславович                | 22 грудня 1970                                 | 13 березня 2022                                | 51 рік                                         | Солдат                                         |                                                | 112 ОБрТрО                                     | ЗСУ                                            |                                                |
| 3 | Кріпак Сергій Миколайович                      | 4 листопада 1974                               | 14 березня 2022                                | 47 років                                       | Сержант                                        |                                                | 112 ОБрТрО                                     | ЗСУ                                            |                                                |
| 4 | Мар'єнко Андрій Андрійович                     | 20 червня 1989                                 | 13 березня 2022                                | 32 роки                                        | Солдат                                         |                                                | 112 ОБрТрО                                     | ЗСУ                                            |                                                |
| Добровольчий батальйон «Реванш» (ГУР МО) |                                                |                                                |                                                |                                                |                                                |                                                |                                                |                                                |                                                |
| 1 | Голубєв Дмитро Григорович                      | 23 жовтня 1996                                 | 14 березня 2022                                | 25 років                                       | Солдат                                         | «Дементор»                                     |                                                | ГУР                                            |                                                |
| 2 | Козлов Анатолій Леонідович                     | 3 січня 1985                                   | 13 березня 2022                                | 37 років                                       | Солдат                                         | «Водолаз»                                      |                                                | ГУР                                            | Орден «За мужність» ІІІ ступеня                |
| 3 | Люков Руслан Юрійович                          | 1 листопада 1974                               | 14 березня 2022                                | 47 років                                       | Старший солдат                                 | «Енергетик»                                    |                                                | ГУР                                            |                                                |
| Житомирський військовий інститут імені С. П. Корольова |                                                |                                                |                                                |                                                |                                                |                                                |                                                |                                                |                                                |
| 1 | Морозов Віталій Васильович                     | 13 листопада 1989                              | 7 березня 2022                                 | 32 роки                                        | Капітан                                        |                                                | ЖВІ                                            | Міноборони                                     | (15.04.2022)                                   |
| 2 | Селютін Владислава Геннадійовича               | 30 квітня 2001                                 | 7 березня 2022                                 | 20 років                                       | Лейтенант                                      | «Гусь»                                         | ЖВІ                                            | Міноборони                                     | (15.04.2022)                                   |
| 3 | Трубій Павло Олександрович                     | 2003                                           | 7 березня 2022                                 | 19 років                                       | Солдат                                         |                                                | ЖВІ                                            | Міноборони                                     | (15.04.2022)                                   |
| Окремий загін спеціального призначення «Омега» (НГУ) |                                                |                                                |                                                |                                                |                                                |                                                |                                                |                                                |                                                |
| 1 | Головко Віктор Олександрович                   | 6 травня 1984                                  | 12 березня 2022                                | 37 років                                       | Старший лейтенант                              | «Дік»                                          | ЦСП НГУ «Омега»                                | НГУ                                            | (17.04.2022)                                   |
| 2 | Собків Роман Васильович                        | 8 квітня 1989                                  | 12 березня 2022                                | 32 роки                                        | Майор                                          | «Пума»                                         | ЦСП НГУ «Омега»                                | НГУ                                            | (17.04.2022)                                   |
| 1-ша Президентська бригада оперативного призначення імені гетьмана Петра Дорошенка «Буревій» (НГУ)                                                                                           |                                                |                                                |                                                |                                                |                                                |                                                |                                                |                                                |                                                |
| 1 | Анін Іван Аркадійович                          | 11 вересня 1998                                | 15 березня 2022                                | 23 роки                                        | Солдат                                         |                                                | 1 БрОП                                         | НГУ                                            | (17.04.2022)                                   |
| 2 | Браун Олександр Олександрович                  | 10 квітня 1995                                 | 15 березня 2022                                | 26 років                                       | Солдат                                         |                                                | 1 БрОП                                         | НГУ                                            | (17.04.2022)                                   |
| 3 | Бубнович Олександр Миколайович                 | 21 червня 1995                                 | 16 березня 2022                                | 26 років                                       | Штаб-сержант                                   |                                                | 1 БрОП                                         | НГУ                                            | (27.12.2022)                                   |
| 4 | Головко Дмитро Володимирович                   | 21 червня 1997                                 | 16 березня 2022                                | 24 роки                                        | Молодший сержант                               |                                                | 1 БрОП                                         | НГУ                                            | (27.12.2022)                                   |
| 5 | Дубовик Сергій Петрович                        | 12 січня 1996                                  | 10 березня 2022                                | 26 років                                       | Лейтенант                                      | «Стартер»                                      | 1 БрОП                                         | НГУ                                            | (17.04.2022)                                   |
| 6 | Зонов Олексій Юрійович                         | 29 травня 1971                                 | 15 березня 2022                                | 50 років                                       | Солдат                                         |                                                | 1 БрОП                                         | НГУ                                            | (17.04.2022)                                   |
| 7 | Євтушенко Іван Петрович                        | 23 листопада 1999                              | 16 березня 2022                                | 22 роки                                        | Солдат                                         | «Євтух»                                        | 1 БрОП                                         | НГУ                                            | (27.12.2022)                                   |
| 8 | Лясовий Леонід Валерійович                     | 18 жовтня 1995                                 | 24 березня 2022                                | 26 років                                       | Лейтенант медичної служби                      |                                                | 1 БрОП                                         | НГУ                                            | (24.05.2022)                                   |
| 9 | Маламан Віталій Григорович                     | 11 серпня 1966                                 | 24 березня 2022                                | 55 років                                       | Молодший сержант                               |                                                | 1 БрОП                                         | НГУ                                            | (24.05.2022)                                   |
| 10 | Молдавчук Іван Іванович                        | 28 листопада 1986                              | 24 березня 2022                                | 35 років                                       | Солдат                                         | «Буревій»                                      | 1 БрОП                                         | НГУ                                            | (24.05.2022)                                   |
| 11 | Нікіфоров Олександр Сергійович                 | 21 вересня 1987                                | 15 березня 2022                                | 34 роки                                        | Старший солдат                                 |                                                | 1 БрОП                                         | НГУ                                            | (17.04.2022)                                   |
| 12 | Романюк Роман Петрович                         | 18 лютого 1981                                 | 16 березня 2022                                | 41 рік                                         | Молодший сержант                               |                                                | 1 БрОП                                         | НГУ                                            | (27.12.2022)                                   |
| 13 | Тичинський Олександр Сергійович                | 31 травня 1991                                 | 16 березня 2022                                | 30 років                                       | Сержант                                        |                                                | 1 БрОП                                         | НГУ                                            | (27.12.2022)                                   |
| 14 | Яковенко Василь Васильович                     | 1 серпня 1957                                  | 24 березня 2022                                | 64 роки                                        | Капітан медичної служби (службовець)           | «Розенбаум»                                    | 1 БрОП                                         | НГУ                                            | (24.05.2022)                                   |
| Батальйон оперативного призначення імені Героя України генерал-майора Сергія Кульчицького 1-ї Президентської бригади оперативного призначення імені гетьмана Петра Дорошенка «Буревій» (НГУ) |                                                |                                                |                                                |                                                |                                                |                                                |                                                |                                                |                                                |
| 1 | Бакуменко Олександр Миколайович                | 22 лютого 1990                                 | 12 березня 2022                                | 32 роки                                        | Старший сержант                                |                                                | 1 БрОП                                         | НГУ                                            | (17.04.2022)                                   |
| 2 | Забарило Мирон Степанович                      | 22 серпня 1961                                 | 12 березня 2022                                | 60 років                                       | Майор                                          | «Батя»                                         | 1 БрОП                                         | НГУ                                            | (17.04.2022)                                   |
| 3 | Мальцев Микола Володимирович                   | 1 листопада 1959                               | 9 березня 2022                                 | 62 роки                                        | Старший солдат                                 | «Дідо»                                         | 1 БрОП                                         | НГУ                                            | (25.03.2022)                                   |
| 4 | Олексієнко Леонід Михайлович                   | 12 серпня 1969                                 | 12 березня 2022                                | 52 роки                                        | Старший солдат                                 | «Льоня»                                        | 1 БрОП                                         | НГУ                                            | (25.03.2022)                                   |
| 5 | Островський Володимир Васильович               | 12 грудня 1980                                 | 12 березня 2022                                | 41 рік                                         | Старший солдат                                 | «Жмур»                                         | 1 БрОП                                         | НГУ                                            | (17.04.2022)                                   |
| 6 | Пацеля Ярослав Вікторович                      |                                                | 12 березня 2022                                |                                                | Майстер-сержант                                | «Алігатор»                                     | 1 БрОП                                         | НГУ                                            | (17.04.2022)                                   |
| 7 | Угринюк Назарій Іванович                       | 3 вересня 1988                                 | 13 березня 2022                                | 33 роки                                        | Старший солдат                                 |                                                | 1 БрОП                                         | НГУ                                            |                                                |
| 4-та бригада оперативного призначення імені Героя України сержанта Сергія Михальчука (бригада швидкого реагування «Рубіж») (НГУ)                                                             |                                                |                                                |                                                |                                                |                                                |                                                |                                                |                                                |                                                |
| 1 | Дєжкін Денис Юрійович                          | 19 травня 1983                                 | 12 березня 2022                                | 38 років                                       | Солдат                                         | «Німець»                                       | 4 БрОП                                         | НГУ                                            | (25.04.2022)                                   |
| 2 | Добронравов Сергій Олександрович               | 20 липня 1977                                  | 12 березня 2022                                | 44 роки                                        | Капітан                                        | «Добрий»                                       | 4 БрОП                                         | НГУ                                            | (25.04.2022)                                   |
| 3 | Кузьменко Олексій Миколайович                  | 7 червня 1980                                  | 12 березня 2022                                | 41 рік                                         | Майстер-сержант                                | «Студент»                                      | 4 БрОП                                         | НГУ                                            | (25.04.2022)                                   |
| 4 | Лещишин Богдан Григорович                      | 25 жовтня 1982                                 | 12 березня 2022                                | 39 років                                       | Підполковник                                   | «Ворон»                                        | 4 БрОП                                         | НГУ                                            | (25.04.2022)                                   |
| 5 | Логвинов Мирослав Євгенійович                  | 27 квітня 2000                                 | 12 березня 2022                                | 21 рік                                         | Старший солдат                                 |                                                | 4 БрОП                                         | НГУ                                            | (25.04.2022)                                   |
| 6 | Оношенко Сергій Петрович                       | 19 березня 1983                                | 12 березня 2022                                | 38 років                                       | Старший солдат                                 | «Дід»                                          | 4 БрОП                                         | НГУ                                            | (25.04.2022)                                   |
| 7 | Телиця Владислав Олександрович                 | 4 грудня 1996                                  | 12 березня 2022                                | 25 років                                       | Лейтенант                                      | «Самурай»                                      | 4 БрОП                                         | НГУ                                            | (25.04.2022)                                   |
| Окремий загін спеціального призначення «Азов» 12-ї бригади оперативного призначення імені Дмитра Вишневецького (НГУ)                                                                         |                                                |                                                |                                                |                                                |                                                |                                                |                                                |                                                |                                                |
| 1 | Глагодський Олег Васильович                    | 17 квітня 1992                                 | 6 березня 2022                                 | 29 років                                       | Головний сержант                               | «Зозуля»                                       | 12 БрОП                                        | НГУ                                            |                                                |
| 2 | Городнічев Олександр Ігорович                  | 12 серпня 1988                                 | 14 березня 2022                                | 33 роки                                        | Солдат                                         | «Город»                                        | 12 БрОП                                        | НГУ                                            |                                                |
| 3 | Соболь Дмитро Володимирович                    | 30 червня 1998                                 | 14 березня 2022                                | 23 роки                                        | Солдат                                         | «Соболь»                                       | 12 БрОП                                        | НГУ                                            |                                                |
| Територіальна оборона «АЗОВ-Київ» |                                                |                                                |                                                |                                                |                                                |                                                |                                                |                                                |                                                |
| 1 | Кравченко Микола Сергійович                    | 20 травня 1983                                 | 14 березня 2022                                | 38 років                                       | Солдат                                         | «Крук»                                         | 3 ОШБр                                         | ЗСУ                                            |                                                |
| 2 | Машовець Сергій Олександрович                  | 20 червня 1989                                 | 14 березня 2022                                | 32 роки                                        | Солдат                                         | «Ванчик»                                       | 3 ОШБр                                         | ЗСУ                                            |                                                |
| 3 | Пономаренко Денис Леонідович                   | 26 березня 1996                                | 16 березня 2022                                | 25 років                                       | Солдат (бойовий парамедик)                     | «Аскет»                                        | 3 ОШБр                                         | ЗСУ                                            |                                                |
| 4 | Посадський Максим Володимирович                | 20 жовтня 1982                                 | 16 березня 2022                                | 39 років                                       | Старший солдат                                 | «Рік»                                          | 3 ОШБр                                         | ЗСУ                                            |                                                |
| 5 | Стариков Володимир Володимирович               | 5 вересня 1989                                 | 15 березня 2022                                | 32 роки                                        | Сержант                                        | «Рудий»                                        | 3 ОШБр                                         | ЗСУ                                            |                                                |
| 6 | Шикоряк Семен Михайлович                       | 26 грудня 1999                                 | 16 березня 2022                                | 22 роки                                        | Солдат                                         | «Сем»                                          | 3 ОШБр                                         | ЗСУ                                            |                                                |
| Невстановлений підрозділ |                                                |                                                |                                                |                                                |                                                |                                                |                                                |                                                |                                                |
| 1 | Євдокименко Олександр Миколайович              | 16 січня 1987                                  | 13 березня 2022                                | 35 років                                       | Старший солдат                                 |                                                |                                                |                                                |                                                |
| 2 | Пархоменко Олександр Миколайович               | 10 березня 1989                                | 13 березня 2022                                | 33 роки                                        | Старший солдат                                 |                                                |                                                |                                                |                                                |
| 101-ша окрема бригада охорони Генерального Штабу імені генерал-полковника Геннадія Воробйова                                                                                                 |                                                |                                                |                                                |                                                |                                                |                                                |                                                |                                                |                                                |
| 1 | Сирота Юрій Юрійович                           | 2 лютого 1990                                  | 26 лютого 2022                                 | 32 роки                                        | Лейтенант                                      |                                                | 101 ОБрО ГШ                                    | ЗСУ                                            | (08.03.2022)                                   |
| 2 | Чумаченко Роман Сергійович                     | 11 лютого 2001                                 | 26 лютого 2022                                 | 21 рік                                         | Солдат                                         |                                                | 101 ОБрО ГШ                                    | ЗСУ                                            | (15.07.2022)                                   |

Цивільні
- Духота Василь (11 березня 2022)
- Колосовський Микола (11 березня 2022)
- Макушенко Олександр (15 березня 2022)
- Макушенко Ольга (15 березня 2022)
- Мушта Наталія (5 березня 2022)
- Топал Олександр (4 березня 2022)